# Percy Tau
Percy Muzi Tau (Witbank, 13 maggio 1994) è un calciatore sudafricano, attaccante del Nam Định e della nazionale sudafricana.

## Caratteristiche tecniche
Tau è un'ala destra – agile, bravo nel dribbling e nel battere i calci piazzati – in grado di agire da seconda punta o trequartista.

## Carriera

### Club
Il 20 luglio 2018 viene acquistato per poco più di 3 milioni dal Brighton, che il 15 agosto lo cede in prestito al Royale Union Saint-Gilloise, in Belgio. Il 29 luglio 2019 passa in prestito al Club Bruges. L'11 agosto 2020 viene ceduto in prestito all'Anderlecht.
Il 7 gennaio 2021 ritorna al Brighton. Esordisce in Premier League il 13 gennaio contro il Manchester City. Voluto dal tecnico Pitso Mosimane – che lo aveva lanciato al M. Sundowns – il 26 agosto 2021 si trasferisce in Egitto, firmando un triennale con l'Al-Ahly.

### Nazionale
Esordisce in nazionale il 17 ottobre 2015 in Sudafrica-Angola (0-2), valida per le qualificazioni al Campionato delle Nazioni Africane 2016, subentrando al 52' al posto di Roggert Nyundu. Con la selezione sudafricana ha preso parte a due edizioni della Coppa d'Africa (2019, 2023).

## Statistiche

### Presenze e reti nei club
Statistiche aggiornate al 30 giugno 2025.
| Stagione                 | Squadra                  | Campionato               | Campionato | Campionato | Coppe nazionali | Coppe nazionali | Coppe nazionali | Coppe continentali | Coppe continentali | Coppe continentali | Altre coppe  | Altre coppe | Altre coppe | Totale | Totale |
| Stagione                 | Squadra                  | Comp                     | Pres       | Reti       | Comp            | Pres            | Reti            | Comp               | Pres               | Reti               | Comp         | Pres        | Reti        | Pres   | Reti   |
| ------------------------ | ------------------------ | ------------------------ | ---------- | ---------- | --------------- | --------------- | --------------- | ------------------ | ------------------ | ------------------ | ------------ | ----------- | ----------- | ------ | ------ |
| 2013-2014                | M. Sundowns              | PL                       | 1          | 0          | NC+CdL          | 1+0             | 1               | -                  | -                  | -                  | -            | -           | -           | 2      | 1      |
| 2014-2015                | M. Sundowns              | PL                       | 5          | 0          | NC+CdL          | 1+0             | 0               | CCL                | 1                  | 1                  | MTN 8        | 1           | 0           | 8      | 1      |
| 2015-gen. 2016           | M. Sundowns              | PL                       | 0          | 0          | NC+CdL          | 0               | 0               | CCL                | 0                  | 0                  | MTN 8        | 0           | 0           | 0      | 0      |
| gen.-giu. 2016           | Witbank Spurs            | FD                       | 11         | 3          | -               | -               | -               | -                  | -                  | -                  | -            | -           | -           | 11     | 3      |
| 2016-2017                | M. Sundowns              | PL                       | 29         | 7          | NC+CdL          | 1+2             | 0               | CCL+CCL            | 7+10               | 2+0                | MTN 8+SA+Cmc | 4+1+2       | 0+0+1       | 56     | 10     |
| 2017-2018                | M. Sundowns              | PL                       | 30         | 11         | NC+CdL          | 3+1             | 2+0             | CCL                | 3                  | 0                  | MTN 8        | 1           | 0           | 38     | 13     |
| Totale Mamelodi Sundowns | Totale Mamelodi Sundowns | Totale Mamelodi Sundowns | 65         | 18         |                 | 9               | 3               |                    | 21                 | 3                  |              | 9           | 1           | 104    | 25     |
| 2018-2019                | Union Saint-Gilloise     | D2                       | 23+6       | 6+3        | CB              | 6               | 4               | -                  | -                  | -                  | -            | -           | -           | 35     | 13     |
| 2019-2020                | Club Bruges              | D1                       | 18         | 3          | CB              | 4               | 1               | UCL+UEL            | 6+2                | 0                  | -            | -           | -           | 30     | 4      |
| 2020-gen. 2021           | Anderlecht               | D1                       | 14         | 4          | CB              | 0               | 0               | -                  | -                  | -                  | -            | -           | -           | 14     | 4      |
| gen.-giu. 2021           | Brighton                 | PL                       | 3          | 0          | FACup+CdL       | 3+0             | 0               | -                  | -                  | -                  | -            | -           | -           | 6      | 0      |
| 2021-2022                | Al-Ahly                  | PL                       | 20         | 5          | CE              | 2               | 0               | CCL                | 10                 | 3                  | SE+SA+Cmc    | 1+1+0       | 0           | 34     | 8      |
| 2022-2023                | Al-Ahly                  | PL                       | 21         | 3          | CE              | 4               | 1               | CCL                | 12                 | 5                  | SE+Cmc       | 1+4         | 0+1         | 42     | 10     |
| 2023-2024                | Al-Ahly                  | PL                       | 10         | 7          | CE              | 1               | 0               | AFL+CCL            | 4+12               | 0+1                | SE+SA+Cmc    | 2+1+3       | 0+0+1       | 33     | 9      |
| 2024-gen. 2025           | Al-Ahly                  | PL                       | 6          | 0          | CE              | 0               | 0               | CCL                | 6                  | 3                  | SE+SA+CI+Cmc | 2+1+1+0     | 0           | 16     | 3      |
| Totale Al-Ahly           | Totale Al-Ahly           | Totale Al-Ahly           | 57         | 15         |                 | 7               | 1               |                    | 44                 | 12                 |              | 17          | 2           | 125    | 30     |
| gen.-giu. 2025           | Qatar SC                 | QSL                      | 9          | 0          | -               | -               | -               | -                  | -                  | -                  | -            | -           | -           | 9      | 0      |
| Totale carriera          | Totale carriera          | Totale carriera          | 206        | 52         |                 | 29              | 9               |                    | 73                 | 15                 |              | 26          | 3           | 334    | 79     |

### Cronologia presenze e reti in nazionale
| Cronologia completa delle presenze e delle reti in nazionale ― Sudafrica | Cronologia completa delle presenze e delle reti in nazionale ― Sudafrica | Cronologia completa delle presenze e delle reti in nazionale ― Sudafrica | Cronologia completa delle presenze e delle reti in nazionale ― Sudafrica | Cronologia completa delle presenze e delle reti in nazionale ― Sudafrica | Cronologia completa delle presenze e delle reti in nazionale ― Sudafrica | Cronologia completa delle presenze e delle reti in nazionale ― Sudafrica | Cronologia completa delle presenze e delle reti in nazionale ― Sudafrica |
| Data                                                                     | Città                                                                    | In casa                                                                  | Risultato                                                                | Ospiti                                                                   | Competizione                                                             | Reti                                                                     | Note                                                                     |
| ------------------------------------------------------------------------ | ------------------------------------------------------------------------ | ------------------------------------------------------------------------ | ------------------------------------------------------------------------ | ------------------------------------------------------------------------ | ------------------------------------------------------------------------ | ------------------------------------------------------------------------ | ------------------------------------------------------------------------ |
| 17-10-2015                                                               | Johannesburg                                                             | Sudafrica                                                                | 0 – 2                                                                    | Angola                                                                   | Qual. Campionato delle Nazioni Africane 2016                             | -                                                                        | 52’                                                                      |
| 24-10-2015                                                               | Luanda                                                                   | Angola                                                                   | 1 – 2                                                                    | Sudafrica                                                                | Qual. Campionato delle Nazioni Africane 2016                             | -                                                                        |                                                                          |
| 25-3-2017                                                                | Durban                                                                   | Sudafrica                                                                | 3 – 1                                                                    | Guinea-Bissau                                                            | Amichevole                                                               | 1                                                                        | 65’ 67’                                                                  |
| 28-3-2017                                                                | East London                                                              | Sudafrica                                                                | 0 – 0                                                                    | Angola                                                                   | Amichevole                                                               | -                                                                        | 74’                                                                      |
| 10-6-2017                                                                | Uyo                                                                      | Nigeria                                                                  | 0 – 2                                                                    | Sudafrica                                                                | Qual. Coppa d'Africa 2019                                                | 1                                                                        | 80’                                                                      |
| 13-6-2017                                                                | Rustenburg                                                               | Sudafrica                                                                | 1 – 2                                                                    | Zambia                                                                   | Amichevole                                                               | -                                                                        |                                                                          |
| 1-9-2017                                                                 | Praia                                                                    | Capo Verde                                                               | 2 – 1                                                                    | Sudafrica                                                                | Qual. Mondiali 2018                                                      | -                                                                        | 79’                                                                      |
| 5-9-2017                                                                 | Durban                                                                   | Sudafrica                                                                | 1 – 2                                                                    | Capo Verde                                                               | Qual. Mondiali 2018                                                      | -                                                                        | 78’                                                                      |
| 7-10-2017                                                                | Johannesburg                                                             | Sudafrica                                                                | 3 – 1                                                                    | Burkina Faso                                                             | Qual. Mondiali 2018                                                      | 1                                                                        | 86’                                                                      |
| 10-11-2017                                                               | Polokwane                                                                | Sudafrica                                                                | 0 – 2                                                                    | Senegal                                                                  | Qual. Mondiali 2018                                                      | -                                                                        |                                                                          |
| 14-11-2017                                                               | Dakar                                                                    | Senegal                                                                  | 2 – 1                                                                    | Sudafrica                                                                | Qual. Mondiali 2018                                                      | 1                                                                        |                                                                          |
| 24-3-2018                                                                | Ndola                                                                    | Zambia                                                                   | 0 – 2                                                                    | Sudafrica                                                                | Amichevole                                                               | 1                                                                        | 90’                                                                      |
| 8-9-2018                                                                 | Durban                                                                   | Sudafrica                                                                | 0 – 0                                                                    | Libia                                                                    | Qual. Coppa d'Africa 2019                                                | -                                                                        |                                                                          |
| 13-10-2018                                                               | Johannesburg                                                             | Sudafrica                                                                | 6 – 0                                                                    | Seychelles                                                               | Qual. Coppa d'Africa 2019                                                | 1                                                                        | 85’                                                                      |
| 16-10-2018                                                               | Victoria                                                                 | Seychelles                                                               | 0 – 0                                                                    | Sudafrica                                                                | Qual. Coppa d'Africa 2019                                                | -                                                                        |                                                                          |
| 17-11-2018                                                               | Johannesburg                                                             | Sudafrica                                                                | 1 – 1                                                                    | Nigeria                                                                  | Qual. Coppa d'Africa 2019                                                | -                                                                        |                                                                          |
| 20-11-2018                                                               | Durban                                                                   | Sudafrica                                                                | 1 – 1                                                                    | Paraguay                                                                 | Amichevole                                                               | 1                                                                        |                                                                          |
| 24-3-2019                                                                | Sfax                                                                     | Libia                                                                    | 1 – 2                                                                    | Sudafrica                                                                | Qual. Coppa d'Africa 2019                                                | 2                                                                        | 90+4’                                                                    |
| 15-6-2019                                                                | Dubai                                                                    | Ghana                                                                    | 0 – 0                                                                    | Sudafrica                                                                | Amichevole                                                               | -                                                                        | 46’                                                                      |
| 24-6-2019                                                                | Il Cairo                                                                 | Costa d'Avorio                                                           | 1 – 0                                                                    | Sudafrica                                                                | Coppa d'Africa 2019 - 1º turno                                           | -                                                                        |                                                                          |
| 28-6-2019                                                                | Il Cairo                                                                 | Sudafrica                                                                | 1 – 0                                                                    | Namibia                                                                  | Coppa d'Africa 2019 - 1º turno                                           | -                                                                        |                                                                          |
| 1-7-2019                                                                 | Il Cairo                                                                 | Sudafrica                                                                | 0 – 1                                                                    | Marocco                                                                  | Coppa d'Africa 2019 - 1º turno                                           | -                                                                        |                                                                          |
| 6-7-2019                                                                 | Il Cairo                                                                 | Egitto                                                                   | 0 – 1                                                                    | Sudafrica                                                                | Coppa d'Africa 2019 - Ottavi di finale                                   | -                                                                        |                                                                          |
| 10-7-2019                                                                | Il Cairo                                                                 | Nigeria                                                                  | 2 – 1                                                                    | Sudafrica                                                                | Coppa d'Africa 2019 - Quarti di finale                                   | -                                                                        | 62’                                                                      |
| 14-11-2019                                                               | Cape Coast                                                               | Ghana                                                                    | 2 – 0                                                                    | Sudafrica                                                                | Qual. Coppa d'Africa 2021                                                | -                                                                        |                                                                          |
| 17-11-2019                                                               | Durban                                                                   | Sudafrica                                                                | 1 – 0                                                                    | Sudan                                                                    | Qual. Coppa d'Africa 2021                                                | -                                                                        |                                                                          |
| 11-10-2020                                                               | Phokeng                                                                  | Sudafrica                                                                | 1 – 2                                                                    | Zambia                                                                   | Amichevole                                                               | -                                                                        |                                                                          |
| 13-11-2020                                                               | Johannesburg                                                             | Sudafrica                                                                | 2 – 0                                                                    | São Tomé e Príncipe                                                      | Qual. Coppa d'Africa 2021                                                | 1                                                                        |                                                                          |
| 16-11-2020                                                               | Port Elizabeth                                                           | São Tomé e Príncipe                                                      | 2 – 4                                                                    | Sudafrica                                                                | Qual. Coppa d'Africa 2021                                                | 2                                                                        |                                                                          |
| 25-3-2021                                                                | Johannesburg                                                             | Sudafrica                                                                | 1 – 1                                                                    | Ghana                                                                    | Qual. Coppa d'Africa 2021                                                | 1                                                                        |                                                                          |
| 28-3-2021                                                                | Omdurman                                                                 | Sudan                                                                    | 2 – 0                                                                    | Sudafrica                                                                | Qual. Coppa d'Africa 2021                                                | -                                                                        |                                                                          |
| 3-9-2021                                                                 | Harare                                                                   | Zimbabwe                                                                 | 0 – 0                                                                    | Sudafrica                                                                | Qual. Mondiali 2022                                                      | -                                                                        | 78’                                                                      |
| 6-9-2021                                                                 | Johannesburg                                                             | Sudafrica                                                                | 1 – 0                                                                    | Ghana                                                                    | Qual. Mondiali 2022                                                      | -                                                                        | 77’                                                                      |
| 11-11-2021                                                               | Johannesburg                                                             | Sudafrica                                                                | 1 – 0                                                                    | Zimbabwe                                                                 | Qual. Mondiali 2022                                                      | -                                                                        | 79’                                                                      |
| 14-11-2021                                                               | Kumasi                                                                   | Ghana                                                                    | 1 – 0                                                                    | Sudafrica                                                                | Qual. Mondiali 2022                                                      | -                                                                        |                                                                          |
| 9-6-2022                                                                 | Rabat                                                                    | Marocco                                                                  | 2 – 1                                                                    | Sudafrica                                                                | Qual. Coppa d'Africa 2023                                                | -                                                                        | 90+1’                                                                    |
| 24-3-2023                                                                | Johannesburg                                                             | Sudafrica                                                                | 2 – 2                                                                    | Liberia                                                                  | Qual. Coppa d'Africa 2023                                                | -                                                                        | 86’                                                                      |
| 28-3-2023                                                                | Monrovia                                                                 | Liberia                                                                  | 1 – 2                                                                    | Sudafrica                                                                | Qual. Coppa d'Africa 2023                                                | -                                                                        | 68’                                                                      |
| 17-6-2023                                                                | Durban                                                                   | Sudafrica                                                                | 2 – 1                                                                    | Marocco                                                                  | Qual. Coppa d'Africa 2023                                                | 1                                                                        | 10’                                                                      |
| 12-9-2023                                                                | Johannesburg                                                             | Sudafrica                                                                | 1 – 0                                                                    | RD del Congo                                                             | Amichevole                                                               | -                                                                        | Cap.                                                                     |
| 18-11-2023                                                               | Durban                                                                   | Sudafrica                                                                | 2 – 1                                                                    | Benin                                                                    | Qual. Mondiali 2026                                                      | 1                                                                        |                                                                          |
| 21-11-2023                                                               | Butare                                                                   | Ruanda                                                                   | 2 – 0                                                                    | Sudafrica                                                                | Qual. Mondiali 2026                                                      | -                                                                        |                                                                          |
| 10-1-2024                                                                | Atteridgeville                                                           | Sudafrica                                                                | 0 – 0                                                                    | Lesotho                                                                  | Amichevole                                                               | -                                                                        |                                                                          |
| 16-1-2024                                                                | Korhogo                                                                  | Mali                                                                     | 2 – 0                                                                    | Sudafrica                                                                | Coppa d'Africa 2023 - 1º turno                                           | -                                                                        |                                                                          |
| 21-1-2024                                                                | Korhogo                                                                  | Sudafrica                                                                | 4 – 0                                                                    | Namibia                                                                  | Coppa d'Africa 2023 - 1º turno                                           | 1                                                                        |                                                                          |
| 24-1-2024                                                                | Korhogo                                                                  | Sudafrica                                                                | 0 – 0                                                                    | Tunisia                                                                  | Coppa d'Africa 2023 - 1º turno                                           | -                                                                        |                                                                          |
| 30-1-2024                                                                | San-Pedro                                                                | Marocco                                                                  | 0 – 2                                                                    | Sudafrica                                                                | Coppa d'Africa 2023 - Ottavi di finale                                   | -                                                                        |                                                                          |
| 3-2-2024                                                                 | Yamoussoukro                                                             | Capo Verde                                                               | 0 – 0 dts (1 – 2 dtr)                                                    | Sudafrica                                                                | Coppa d'Africa 2023 - Quarti di finale                                   | -                                                                        | 85’                                                                      |
| 7-2-2024                                                                 | Bouaké                                                                   | Nigeria                                                                  | 1 – 1 dts (4 – 2 dtr)                                                    | Sudafrica                                                                | Coppa d'Africa 2023 - Semifinale                                         | -                                                                        |                                                                          |
| 7-6-2024                                                                 | Uyo                                                                      | Nigeria                                                                  | 1 – 1                                                                    | Sudafrica                                                                | Qual. Mondiali 2026                                                      | -                                                                        | 79’                                                                      |
| 21-3-2025                                                                | Polokwane                                                                | Sudafrica                                                                | 2 – 0                                                                    | Lesotho                                                                  | Qual. Mondiali 2026                                                      | -                                                                        | 90+3’                                                                    |
| 25-3-2025                                                                | Abidjan                                                                  | Benin                                                                    | 0 – 2                                                                    | Sudafrica                                                                | Qual. Mondiali 2026                                                      | -                                                                        | 76’                                                                      |
| Totale                                                                   |                                                                          | Presenze                                                                 | 52                                                                       |                                                                          | Reti (7º posto)                                                          | 16                                                                       |                                                                          |

## Palmarès

### Club

#### Competizioni nazionali
- Campionato sudafricano: 2

M. Sundowns: 2015-2016, 2017-2018
- Coppa del Sudafrica: 1

M. Sundowns: 2014-2015
- Coppa di Lega sudafricana: 1

M. Sundowns: 2015-2016
- Campionato belga: 1

Club Bruges: 2019-2020
- Supercoppa d'Egitto: 4

Al-Ahly: 2021, 2022, 2023, 2024
- Coppa d'Egitto: 2

Al-Ahly: 2021-2022, 2022-2023
- Campionato egiziano: 2

Al-Ahly: 2022-2023, 2023-2024

#### Competizioni internazionali
- CAF Champions League: 3

M. Sundowns: 2016
Al-Ahly: 2022-2023, 2023-2024
- Supercoppa CAF: 2

M. Sundowns: 2017
Al-Ahly: 2021
- Coppa Intercontinentale FIFA - Coppa Africa-Asia-Pacifico: 1

Al-Ahy: 2024

### Individuale
- Capocannoniere del campionato sudafricano: 1

2017-2018 (11 gol)